# Liste der Baudenkmäler in Dillingen/Saar
In der Liste der Baudenkmäler in Dillingen/Saar sind alle Baudenkmäler der saarländischen Stadt Dillingen/Saar und ihrer Ortsteile aufgelistet. Grundlage ist die Veröffentlichung der Landesdenkmalliste im Amtsblatt des Saarlandes vom 22. Dezember 2004 und die aktuelle Teildenkmalliste des Landkreises Saarlouis in der Fassung vom 9. August 2017.

## Diefflen
| Bild                           | Bezeichnung                                               | Lage                                        | Datierung               | Beschreibung |
| ------------------------------ | --------------------------------------------------------- | ------------------------------------------- | ----------------------- | ------------ |
| weitere Bilder Fotos hochladen | Jüdischer Friedhof                                        | Am Babelsberg (Gemarkung Dillingen) (Karte) | 1755 (Erweiterung 1852) |              |
| Fotos hochladen                | Einsegnungshalle, 1965 von Konrad Schmitz (Einzeldenkmal) | Flur 7, Flurstück 383/3                     | 1965                    |              |

## Dillingen/Saar
| Bild                                    | Bezeichnung                                  | Lage                                     | Datierung                         | Beschreibung |
| --------------------------------------- | -------------------------------------------- | ---------------------------------------- | --------------------------------- | --- |
| weitere Bilder Fotos hochladen          | Meguin-Schulhaus                             | Franz-Meguin-Straße 18                   | um 1925                           | |
| weitere Bilder Fotos hochladen          | Evangelische Volksschule                     | Friedrich-Ebert-Straße 14                | 1912–13                           | ev. Volksschule mit Lehrerdienstwohnung. |
| Direkt Bild zu diesem Denkmal hochladen | Grabstätte Josef Hammelmann auf dem Friedhof | Hillenstraße                             | um 1900                           | |
| weitere Bilder Fotos hochladen          | Grabkapelle der Familie Defrance             | Hillenstraße (Karte)                     | um 1900                           | |
| Fotos hochladen                         | Grabstätte Pfarrer Peter Hillen              | Hillenstraße                             | 1911                              | Grabkreuz auf dem Friedhof. |
| weitere Bilder Fotos hochladen          | Schwedenkreuz (Bodinetskreuz)                | Hillenstraße (Karte)                     | 1771                              | Pestkreuz. |
| weitere Bilder Fotos hochladen          | Pfarrkirche St. Johann                       | Hillenstraße (Karte)                     | 1845, Wiederaufbau 1948           | katholische Pfarrkirche. |
| weitere Bilder Fotos hochladen          | Stadthalle                                   | Pachtener Straße 1                       | 1957–62                           | von K.Hoffmann, E. Klein, K. Baldauf (Einzeldenkmal). |
| Fotos hochladen                         | Wohn- und Geschäftshaus                      | Hüttenwerkstraße 3                       | um 1925                           | |
| Fotos hochladen                         | Villa Alhambra                               | Hüttenwerkstraße 28                      | um 1925                           | |
| weitere Bilder Fotos hochladen          | Altes Rathaus                                | Rathausstraße (Karte)                    | 1907–1908                         | Im Jahr 1897 wurde Dillingen eigenständige Bürgermeisterei und 1906 wurde der Grundstein für einen Rathausneubau gelegt, der 1908 feierlich bezogen wurde. Das Rathaus wurde am 21. März 1908 zusammen mit dem neuen Dillinger Gymnasium (nach Kriegszerstörung heute Turnhalle in der Merziger Straße) eingeweiht. Das aus rotem Sandstein erbaute, schiefergedeckte Rathaus war von Wilhelm Franz, Professor an der Königlich Technischen Hochschule in Charlottenburg, in einer Mischung aus Neorenaissance und Jugendstilelementen entworfen worden. Vor seiner Tätigkeit in Berlin hatte Franz als Stadtbaumeister von St. Johann den Rathausneubau des Rathauses St. Johann des Georg von Hauberisser betreut. Wilhelm Franz ließ sich bei der Bauaufsicht durch den Architekten Witzschel aus St. Johann vertreten. Städtebaulich bildete das Rathaus bis zu den Zerstörungen des Zweiten Weltkriegs ein urbanes Zentrum aus Bahnhof, Gymnasium, Finanzamt, Kirche, Stadtpark und Wohnbauten. Von außen zeigt das Gebäude eine Sandsteinfassade im historisierenden Stil, in der auch Jugendstilelemente eingearbeitet sind. Im Innern beeindrucken die Verglasungen und zwei Wandgemälde des Sitzungssaales. Themen der Wandgemälde sind: "Die Rückkehr der Herren von Siersberg und Dillingen von der Belehungsfeier in Trier im Jahr 1334" und "Das alte Schloss und die Dillinger Hütte im Jahre 1909". Die Hauptfassade in Bossenwerk ist zweigeschossig und breitgelagert. Der repräsentative Hauptrisalit mit Eingangstreppe, Balkon mit vorgewölbter Balkonkonsole, Ratssaalfenster und Zwerchhausgiebel mit Eckerker ist nach rechts verschoben. Ihm entspricht auf der linken Fassadenseite ein kleinerer Risalit mit Zwerchhausgiebel und polygonalem Standerker. Die Seitenfronten sind ebenfalls giebelbekrönt. In der Mitte der Fassade erhebt sich auf dem hohen, gaubengeschmückten Dachaufbau ein Dachreiter mit Turmuhr, Rundbogengalerie und Schweifhaube mit Wetterfahne. Schmuckformen und Embleme mit deutlich germanisierendem Charakter konzentrieren sich vor allem auf die Hauptachse. Auf dem Hauptgiebel prangt in Goldmosaik der Adler des Königreichs Preußen, darüber die Inschrift "Gott mit uns". Darüber erheben sich vor Mosaikgoldgrund vier lebensgroße Figuren. Die Eingangshalle ist kreuzgratgewölbt. Der Sitzungssaal mit Gemälden aus der Ortsgeschichte ist in den Formen einer rustikalen Neorenaissance gehalten. 1976 zog die Stadtverwaltung in das benachbarte Neue Rathaus um. Heute beherbergt das Alte Rathaus die Polizeiinspektion Dillingen. |
| weitere Bilder Fotos hochladen          | Pfarrkirche Hl. Sakrament (Saardom)          | Saarstraße (Karte)                       | 1910–13                           | kath. Pfarrkirche von Peter Marx. |
| weitere Bilder Fotos hochladen          | Altes Schloss                                | Schloßstraße (Karte)                     | 1. Viertel 17. Jh., Umbau 1789–91 | Wasserschloss, Umbau von Johann Adam Knipper. |
| weitere Bilder Fotos hochladen          | Lokschuppen, Wartungsgruben, Gleise, Kran    | Werderstraße                             | um 1900, Umbau um 1937            | |
| Fotos hochladen                         | Wohnanlage Dr. Papst-Haasper                 | Am Fischerberg 44                        | 1975–76                           | Wohnanlage Dr. Papst-Haasper, von Karl Hanus (Einzeldenkmal). |
| weitere Bilder Fotos hochladen          | Westwallbunker                               | Geranienstraße, Flur 6, Flurstück 200/30 | 1939                              | Westwallbunker WH-Nr. 31, MG-Kasematte, 1939 (Einzeldenkmal). |

## Pachten
| Bild                           | Bezeichnung             | Lage                                   | Datierung | Beschreibung |
| ------------------------------ | ----------------------- | -------------------------------------- | --------- | --- |
| weitere Bilder Fotos hochladen | Treppenhaus             | Brunnenstraße 1 (Karte)                | 1734      | Wohnhaus. |
| weitere Bilder Fotos hochladen | Pfarrkirche St. Maximin | Maximinstraße (Karte)                  | 1890      | kath. Pfarrkirche von Wilhelm Hector. |
| weitere Bilder Fotos hochladen | Pfarrkirche Maria Trost | Berliner Straße o. Nr., Flur 3 (Karte) | 1961–63   | Berliner Straße o. Nr., Flur 3, Flurstück 202, 203, 181/12, 181/87, Pfarrzentrum mit kath. Pfarrkirche Maria Trost und Kindergarten, 1961–63 von Konrad Schmitz (Einzeldenkmal). |
| Fotos hochladen                | Belles-Kreuz            | Parkstraße                             | 1788      | |
| weitere Bilder Fotos hochladen | Westwallbunker          | Annastraße Flurstück 134/52 (Karte)    | 1939      | Flurstück 134/52, Kampfstand, Westbefestigung, WH-Nr. 20. |